# Мажорино, Тина
Тина Мажорино (англ. Tina Majorino, род. 7 февраля 1985) — американская актриса.

## Карьера

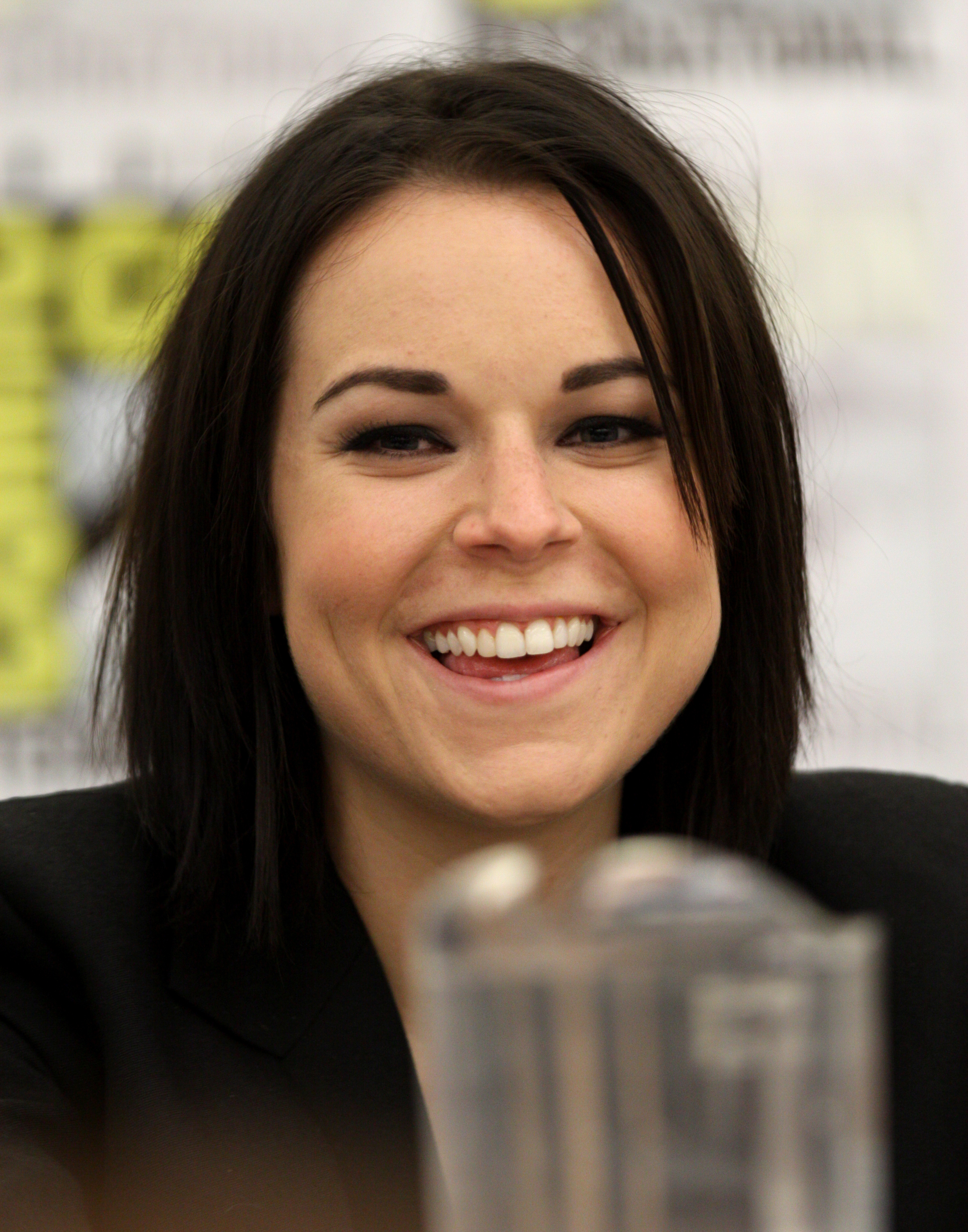
Тина Мажорино в 2011 году

Тина Мажорино добилась известности как ребёнок-актёр в середине девяностых благодаря ролям в ряде Голливудских фильмов, среди которых «Андре» (1994), «Когда мужчина любит женщину» (1994), «Коррина, Коррина» (1994) и «Водный мир» (1995). Также она сыграла главную роль в телефильме «Алиса в Стране чудес» (1999), а ранее снялась в телефильмах «Настоящие женщины» с Даной Дилейни и «Разбитые сердца» с Опрой Уинфри и Эллен Баркин.
В 1999 году Тина Мажорино ушла из актёрской профессии, заявив, что у неё случилось эмоциональное выгорание. Спустя пять лет она вернулась на экраны с ролью в фильме «Наполеон Динамит», после чего на протяжении трех сезонов снималась в телесериале «Вероника Марс». После его закрытия она присоединилась к актёрскому ансамблю сериала канала HBO «Большая любовь», где снималась до его финала в 2011 году. В 2009 году она также снялась в сериале «В паутине закона», который был закрыт после одного короткого сезона. В 2010 году она появилась в клипе «Perfect» певицы Pink. После она была гостем в нескольких эпизодах сериала «Кости», а в 2012 году имела периодическую роль в сериале «Настоящая кровь».
В августе 2012 года Мажорино получила второстепенную роль интерна Хизер Брукс в сериале Шонды Раймс «Анатомия страсти». Персонаж Мажорино был одним из пяти новых интернов в девятом сезоне сериала, а роли других сыграли Камилла Ладдингтон, Гай Чарльз, Джеррика Хинтон и Тесса Феррер. В начале 2013 года Мажорино также получила одну из основных ролей в сериале TNT «Легенды» и не была повышена до регулярного состава в «Анатомия страсти», в отличие от четвёрки других актёров, а осталась в периодическом статусе в десятом сезоне.

## Личная жизнь
Тина Мажорино родилась в Уэстлейке, штат Калифорния и имеет итальянские корни. Вместе со своим старшим братом она создала рок-группу The AM Project.

## Фильмография
| Год       | Название                                               | Роль                          | Примечания          |
| --------- | ------------------------------------------------------ | ----------------------------- | ------------------- |
| 1992—1993 | Лагерь Уайлдер / Camp Wilder                           | Sophie Wilder                 | сериал, 19 эпизодов |
| 1994      | Когда мужчина любит женщину / When a Man Loves a Woman | Jess Green                    |                     |
| 1994      | Коррина, Коррина / Corrina, Corrina                    | Molly Singer                  |                     |
| 1994      | Андре / Andre                                          | Toni Whitney                  |                     |
| 1995      | Водный мир / Waterworld                                | Enola                         |                     |
| 1996      | Ангел в Нью-Йорке / New York Crossing                  | Laura                         | телефильм           |
| 1997      | Настоящие женщины / True Women                         | Young Euphemia Ashby          | мини-сериал         |
| 1997      | Santa Fe                                               | Crystal Thomas                |                     |
| 1997      | Before Women Had Wings                                 | Avocet Abigail 'Bird' Jackson | телефильм           |
| 1997      | Merry Christmas, George Bailey                         | Janie Bailey                  | телефильм           |
| 1999      | Алиса в Стране чудес / Alice in Wonderland             | Alice                         | телефильм           |
| 2004      | Наполеон Динамит / Napoleon Dynamite                   | Deb                           |                     |
| 2004      | Без следа / Without a Trace                            | Serene Barnes / Andrews       | 1 эпизод            |
| 2004—2007 | Вероника Марс / Veronica Mars                          | Cindy 'Mac' Mackenzie         | 34 эпизода          |
| 2005      | Testing Bob                                            | Allison Barrett               |                     |
| 2006      | Think Tank                                             | Sal                           |                     |
| 2006      | A Sharp                                                | The Daughter                  |                     |
| 2006—2011 | Большая любовь / Big Love                              | Heather Tuttle                | 26 эпизодов         |
| 2007      | What We Do Is Secret                                   | Michelle                      |                     |
| 2010      | In Security                                            |                               | пилот               |
| 2010      | The Deep End                                           | Addy Fisher                   | 7 эпизодов          |
| 2011      | Should’ve Been Romeo                                   | Alice                         |                     |
| 2011      | Касл / Castle                                          | Reese Harlan                  | 1 эпизод            |
| 2011-2012 | Кости / Bones                                          | Special Agent Genny Shaw      | 3 эпизода           |
| 2012      | Наполеон Динамит / Napoleon Dynamite                   | Deb                           |                     |
| 2012      | Настоящая кровь / True Blood                           | Молли                         | 6 эпизодов          |
| 2012—2013 | Анатомия страсти / Gray’s Anatomy                      | Хизер Брукс                   | 26 эпизодов         |
| 2014      | Легенды / Legends                                      | Мэгги                         |                     |
| 2014      | Вероника Марс / Veronica Mars                          | Синди «Мак» Макензи           |                     |
| 2022      | Хороший Доктор / The Good Doctor                       | Грейс                         | 5 сезон 10 серия    |